# El jinete del tiempo
Timerider: The Adventure of Lyle Swann (1982) es un wéstern de ciencia ficción dirigido por William Dear y protagonizado por Fred Ward. Versa sobre un corredor de motos que es enviado accidentalmente a 1877. La película fue compuesta, producida y coescrita por Michael Nesmith .

## Argumento
Lyle Swann (Fred Ward) es un conocido corredor de motocross que se encuentra en el desierto de Mojave compitiendo en la Baja 1000. Swann tiene la reputación de ser un gran piloto, pero su vehículo está plagado de problemas técnicos, debido a los dispositivos de alta tecnología que le han sido añadidos. Cuando Swann se desvía accidentalmente de su curso, se topa con un laboratorio secreto que utiliza la aceleración de velocidad máser para viajar en el tiempo.
Swann es enviado, pues, al 5 de noviembre de 1877. Los científicos a cargo del experimento pronto se dan cuenta de lo que ha sucedido, pero él no. Por tanto, mientras toma un descanso para nadar en un estanque, se encuentra con una pandilla de forajidos liderada por Porter Reese (Peter Coyote), que se obsesiona con la idea de robar la motocicleta. A partir de ese momento, será perseguido por este último. La gente cree que el protagonista es el diablo del infierno.
En su huida, Swann conoce a Claire Cygne (Belinda Bauer), que le ofrece un lugar seguro para esconderse y que hiere gravemente a uno de los hombres de Reese. El sacerdote del pueblo los obliga a retirarse, pero Reese continúa tramando el robo de la moto de Swann. Mientras tanto, este es seducido por Claire y se acuesta con ella.
Los forajidos, en otro asalto al pueblo, raptan a Cygne y roban la moto, por lo que Swann decide emprender una aventura para recuperarlas. Recibe ayuda de un grupo de dos alguaciles estadounidenses, Potter y Daniels, que intentan capturar o matar a la pandilla. Potter tiene una venganza personal contra Reese, ya que Reese mató al hijo de Potter dos años antes. Swann logra recuperar su moto y rescatar a Claire. Potter es asesinado por Reese.
En un enfrentamiento final, la banda de forajidos de Reese se enfrenta a Swann y a Claire en cima de una colina. Cuando aparece un helicóptero —enviado por los científicos del principio—, los hombres de Reese huyen asustados, pero Reese se queda atrás y dispara al helicóptero, matando o hiriendo a uno de los pilotos. El helicóptero comienza a girar violentamente mientras el copiloto intenta mantener el control, derribando la moto. Reese es asesinado por el rotor de cola del helicóptero. El helicóptero logra aterrizar en la colina y sacar a Swann.
Justo cuando el helicóptero se aleja, Claire arrebata un colgante del cuello de Swann que fue heredado de su tatarabuela, quien se lo había robado a su tatarabuelo como recordatorio de "una noche increíble que pasaron juntos". Swann se da cuenta de que él es su propio tatarabuelo .

## Reparto principal
- Fred Ward como Lyle Swann
- Belinda Bauer como Claire Cygne
- Peter Coyote como Porter Reese
- Richard Masur como Claude Dorset
- Tracey Walter como Carl Dorsett
- Ed Lauter como Padre Quinn
- LQ Jones como el mariscal estadounidense Ben Potter
- Chris Mulkey como Daniels, segundo mariscal estadounidense
- Macon McCalman como el Dr. Sam
- Michael Nesmith como oficial de carrera

## Producción

### Guion
La voz en off —narrado por Macon McCalman— que se escucha en los créditos iniciales explica que el experimento del viaje en el tiempo tiene como objetivo enviar un mono rhesus al año 1862 (según la inscripción en el recipiente que contiene el mono que Swann lee en voz alta, el experimento comienza el 4 de noviembre de 1982). Después de que Swann tropieza con el experimento, los científicos determinan que Swann y el mono fueron enviados a 1875, aunque luego señalan la fecha del 5 de noviembre de 1877. Este día de llegada había aparecido con anterioridad en Los pasajeros del tiempo, y aparecería posteriormente en Regreso al futuro. Como otra pista de la trama, el apellido de Claire, Cygne, es la forma singular vocativa de cygnus (en latín, "cisne").
Además de la "paradoja del abuelo" y la "paradoja de la predestinación" presentadas en la película, el collar que Claire le quita a Lyle presenta una paradoja ontológica (es decir, un objeto sin punto de creación y continuamente en el ciclo del tiempo), similar al reloj de bolsillo en la película de 1980 En algún lugar del tiempo. Estas paradojas se destacaron en el episodio "Goobacks" de South Park (2004), donde se comparan varias técnicas de viaje en el tiempo en las películas.
El guion de la película fue escrito por Michael Nesmith, miembro de la banda The Monkees . La película fue producida por Zoomo Production, que es una subsidiaria de Pacific Arts Corporation de Michael Nesmith . La película también fue lanzada por Pacific Arts Video, otra entidad de Nesmith's, quien aparece brevemente como uno de los funcionarios de Baja 1000 al comienzo de la película.

## Lanzamiento de DVD con versión alternativa
Se cortaron dos escenas breves de la versión cinematográfica para el lanzamiento del DVD de Anchor Bay Entertainment de 2001:
- Falta la escena en la que los científicos señalan el día exacto de Swann en el pasado como el 5 de noviembre de 1877.
- Falta la escena en la que Reese es golpeado por el rotor de cola del helicóptero de rescate, dejando solo sus pies y botas cortados y ensangrentados. En cambio, se mantienen los efectos de sonido originales y se inserta una toma de Reese encogiéndose de miedo en el suelo.

Shout! Factory lanzó la película en Blu-ray el 19 de marzo de 2013. Desde entonces, se ha agotado.

## Recepción crítica
Tras su estreno en cines, Vincent Canby de The New York Times comentó: «En el momento en que salí, unos 55 minutos después de la historia, no había una sola caracterización, situación, línea de diálogo, ángulo de cámara o broma que indicase que cualquier persona relacionada con El jinete del tiempo tenía la más remota idea de lo que estaba haciendo».
Después de su lanzamiento en DVD, los críticos han apuntado lo siguiente:
Patrick Naugle de DVD Verdict: «El jinete del tiempo comienza un poco lento. Parece como si los primeros veinte minutos se pasaran viendo a Swann andar en bicicleta por las secas llanuras desérticas. Después de ese comienzo lento,  se convierte en la experiencia divertida y agradable de un pez fuera del agua».

## Banda sonora
Nesmith también produjo, escribió y grabó la banda sonora de la película, pero no fue hasta dieciocho años después cuando fue lanzada por Videoranch (el sitio web oficial y otra subsidiaria de Nesmith's Pacific Arts).

## enlaces externos
- El jinete del tiempo en Internet Movie Database (en inglés).
- El jinete del tiempo en AllMovie (en inglés).
- El jinete del tiempo en Rotten Tomatoes (en inglés).

- Datos: Q444525